# Thibaut Courtois
Thibaut Nicolas Marc Courtois (pronunciación en francés: /tiˈbo kuʁˈtwa/, Bree, 11 de mayo de 1992), más conocido como Thibaut Courtois, es un futbolista belga que juega de portero en el Real Madrid C. F. y en la selección de Bélgica.

## Trayectoria

### KRC Genk

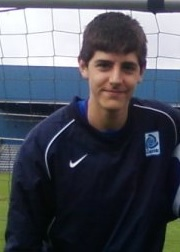
Courtois con Genk durante la temporada 2009-10

Courtois comenzó su carrera futbolística a los cinco años de edad en el Bilzerse VV. Permaneció en el equipo tres años antes de marcharse al equipo KRC Genk con ocho años de edad, en donde al principio jugó como lateral izquierdo antes de desempeñarse como guardameta, su posición actual. Su debut con este equipo fue el 17 de abril de 2009 ante el KAA Gent cuando solo contaba con 16 años de edad debido a la crisis de guardametas no disponibles por la que pasó el Genk. Courtois comenzó la temporada 2007-09 como el sexto guardameta en el orden jerárquico del Genk, por detrás de Logan Bailly, Sinan Bolat, Davino Verhulst, Sem Franssen y Koen Casteels. Sin embargo, luego de la venta de Bailly al Borussia Mönchengladbach y de Bolat al Standard Lieja en enero de 2009, el tercer guardameta Verhulst se quedó con la titularidad, mientras que Franssen y Casteels fueron nombrados segundo y tercer guardameta respectivamente. No obstante, Verhulst fue suspendido durante dos encuentros por la Real Federación Belga de Fútbol debido a una falta que cometió sobre Wilfried Dalmat durante un encuentro ante el Standard Lieja el 15 de marzo de 2009, mientras que Franssen sufrió una rotura de ligamentos en el tobillo y Casteels acababa de recuperarse de una fractura en su dedo y se encontraba fuera de ritmo. De esta forma, Courtois recibió su oportunidad y pudo debutar en Primera División.
Para la temporada 2009-10, Courtois disputó toda la campaña con el equipo de reservas del Genk, pero en la siguiente temporada, el entrenador Franky Vercauteren lo eligió como el guardameta titular del primer equipo. Debido a que Verhulst se encontraba lesionado y a que había problemas en la transferencia del guardameta húngaro László Köteles, Courtois fue seleccionado para disputar la fase previa de la UEFA Europa League ante el Inter Turku de Finlandia, ante el cual tuvo una participación destacada en la victoria del Genk por 5-1 en el partido de ida y por 3-2 en el de vuelta. Luego de haber disputado los 3 primeros encuentros en la liga, Courtois firmó su primer contrato profesional con el Genk el 18 de agosto de 2010 con una duración de 3 años. Al día siguiente, Courtois fue titular en la derrota por 3-0 ante el FC Oporto en la Europa League. Courtois también logró hacer su debut en la Copa de Bélgica el 9 de noviembre de 2010 en la derrota de su equipo por 2-1 frente al Standard Lieja. Sin embargo, en el último encuentro de la temporada ante el Lieja, el Genk necesitaba por lo menos un empate para llevarse el título de liga ante un Standard que también buscaba llevarse el campeonato. En un encuentro en donde el Standard sofocó a una dura defensa del Genk, Courtois logró salvar el empate a uno con tres atajadas vitales en los últimos minutos del encuentro, ayudando a su equipo a consagrarse campeón de liga con un desempeñó memorable. En total, Courtois logró disputar 44 partidos con el Genk durante la temporada. También fue elegido como el Guardameta del Año en el fútbol belga y como el Mejor Jugador del Genk al finalizar la temporada.

### Club Atlético de Madrid
El 16 de julio de 2011, el Genk hizo público en su página web que Courtois decidió marcharse al Chelsea FC de Inglaterra, pero que trataron de hacer «todo lo posible» para convencerlo de quedarse en el club, lo cual no funcionó. Diez días después, Courtois completó su traspaso al Chelsea, firmando un contrato de cinco años por un monto de £7,9 millones. No obstante, el mismo día en que firmó con el Chelsea, Courtois fue cedido al Atlético de Madrid de España hasta el final de la temporada 2011-12.
Su debut con el Atlético fue el 25 de agosto de 2011 en un encuentro de clasificación a la Liga de Europa frente al Vitória SC, ante el cual tuvo un buen desempeñó en la victoria de su equipo por 4-0. Tres días después, Courtois hizo su debut en la Primera División en un encuentro frente al CA Osasuna en el que ambos equipos empataron 0-0. El 9 de mayo de 2012, consiguió su primer título internacional disputando y ganando la final de la Europa League por 3 goles a 0 al Athletic Club.
Durante el verano de 2012 se llegó a un acuerdo entre el Chelsea y el Atlético de Madrid para que Courtois permaneciera, de nuevo, cedido durante la temporada 2012-13 en el Atlético de Madrid. El 31 de agosto de 2012 Courtois y el Atlético de Madrid se coronaron campeones de la Supercopa de Europa, ganando por 4-1 al Chelsea. Courtois jugó los 90 minutos del que fue el centésimo partido de su carrera como profesional. En estos primeros 100 partidos, Courtois encajó 101 goles.
Durante la Liga 2012-13 Courtois ganó el Trofeo Zamora que se otorga al portero menos goleado durante la Liga, siendo el portero más joven en conseguir este título Estas actuaciones ayudaron al equipo a acabar tercero y conseguir la clasificación para la Liga de Campeones 2013-14. La temporada sirvió a nivel personal a Courtois para superar los récords de imbatibilidad de Abel tanto en casa como fuera. Así, el 10 de marzo de 2013 superó el récord en el estadio Vicente Calderón permaneciendo durante 820 minutos sin recibir un gol y el 8 de mayo fuera de casa, dejando el registro en 680 minutos. Sus buenas actuaciones durante la temporada le permitieron auparse al puesto 28 de la lista Goal 50.
En la Copa del Rey, el 17 de mayo de 2013 se proclamó campeón al vencer en la final al Real Madrid por dos goles a uno. El partido llegó al final de los 90 minutos con empate a uno y en la prórroga, tras adelantarse el Atlético, Courtois realizó una serie de paradas que evitaron el empate a dos.
De cara a la temporada 2013-14 Courtois expresó su deseo de permanecer en el Atlético un año más cedido y de disputar la Liga de Campeones con el club rojiblanco. Finalmente el 22 de junio de 2013, el Atlético de Madrid y el Chelsea llegaron a un acuerdo para prorrogar la cesión una temporada más.
Al comienzo de 2014, Thibaut fue elegido en su país el hombre del año. Un mes después, el 8 de marzo en Balaídos, disputó su centésimo partido de Primera División.
En la eliminatoria de cuartos de final de la Liga de Campeones contra el FC Barcelona tuvo una actuación clave para que el Atlético se clasificara a las semifinales 40 años después de su última vez, realizando grandes paradas en el partido de ida y sacándole a Neymar un mano a mano en el partido de vuelta. De nuevo, en las semifinales de la competición contra el Chelsea, realizó grandes paradas que ayudaron a que su equipo se clasificara para disputar la final contra el Real Madrid. En la final, pese a ir ganando durante la mayor parte del partido, Sergio Ramos anotó un gol en el tiempo añadido de la segunda parte que forzó la prórroga; en dicha prórroga el Madrid fue superior y acabó ganando el partido por cuatro a uno.
En la competición liguera, el 17 de mayo de 2014 se proclamó campeón de la misma en la última jornada tras un empate a uno contra el FC Barcelona en el Camp Nou, siendo fundamental para su equipo en toda la temporada y ganando su segundo premio Zamora consecutivo. Además, al finalizar la temporada fue incluido en el once ideal de la Liga y entró en el top 10 de la lista Goal 50 en el octavo puesto.

### Chelsea Football Club
En la temporada 2014-15 Courtois regresó al Chelsea. El 3 de agosto de 2014 jugó su primer amistoso con el club de Londres ante el Werder Bremen. Quince días después jugó su primer partido oficial debutando ante el Burnley en la victoria de su equipo por tres a uno en la primera jornada de Premier League.
El 1 de marzo de 2015 consiguió su primer título con el equipo inglés; el Chelsea ganó en la final de la Copa de la Liga al Tottenham Hotspur por dos a cero. Courtois no disputó la final y solo disputó dos partidos en dicha competición, los dos de las semifinales ante el Liverpool. Dos meses después se coronó campeón de la Premier League al vencer por uno a cero al Crystal Palace cuando aun quedaban tres jornadas restantes por disputarse. Courtois fue titular en 32 partidos y el Chelsea fue el equipo menos goleado del torneo.
El Chelsea volvería a proclamarse campeón de la Premier League en 2017 con Courtois desempeñando un papel muy importante en la obtención del título, siendo galardonado con el Guante de Oro de la Premier League al finalizar la temporada. En su última temporada con el club, Courtois consiguió coronarse campeón de la FA Cup, donde el Chelsea  venció en la final al Manchester United por uno a cero, con gol de Eden Hazard.

### Real Madrid Club de Fútbol
El 8 de agosto de 2018, tras varios días de rumores y especulaciones, se hace oficial su fichaje por el conjunto blanco con un contrato por las próximas seis temporadas, el acuerdo se cerró por una cantidad cercana a los 35 millones de euros. Este fichaje causó mucha polémica ya que en su paso por el Atlético, Thibaut se ganó el cariño y respeto de la afición rojiblanca y su fichaje por el Real Madrid fue visto como una traición y una falta de respeto al equipo que le dio a conocer. Su presentación oficial con el club se llevó a cabo un día después, el 9 de agosto en el estadio Santiago Bernabéu. Hizo su debut con el club merengue en un partido de LaLiga disputado como local ante el Leganés; aunque recibió un gol de penalti, Thibaut tuvo una buena actuación y el equipo madridista acabaría ganando el partido 4 goles por 1.
El 28 de mayo de 2022 fue elegido mejor jugador de la final de la Champions League celebrada en París, entre Real Madrid y Liverpool, merced a su decisiva actuación para que el equipo blanco conquistara su decimocuarta Copa de Europa, también como "La Decimocourtois". Al término del curso, fue designado como el segundo mejor jugador de la temporada 2021-22 por el diario Marca (junto a sus compañeros Karim Benzema, primero, y Vinícius Júnior, tercero).
Dos días antes del inicio de la temporada 2023-24, sufre una rotura de ligamento cruzado de la rodilla izquierda que le haría perderse prácticamente toda la temporada, y en la fase de recuperación e inicios de entrenamientos para su reaparicion, sufre la rotura de menisco interno de la rodilla derecha para decir adiós definitivo a la campaña. Se logra recuperar y tapa la final de la UEFA Champions League contra el Borussia Dormund y logra quedar campeón por segunda vez.

## Selección nacional

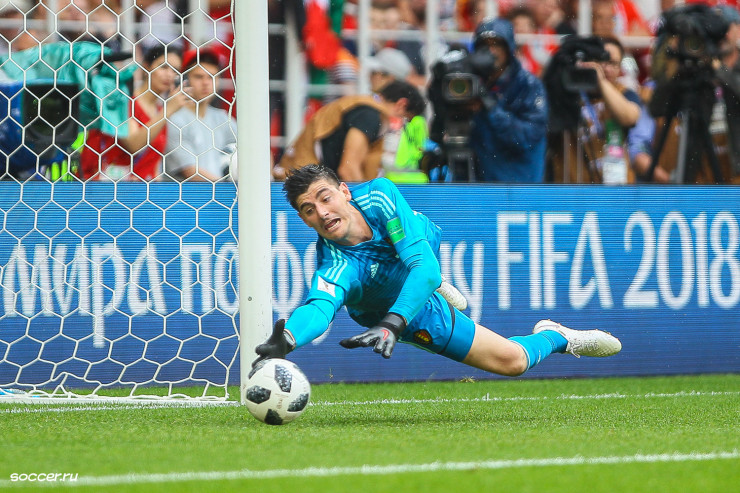
Courtois recibió el premio al mejor portero de la Copa Mundial de Fútbol de 2018.

El 19 de mayo de 2011 fue llamado por primera vez con la selección de Bélgica para un encuentro de clasificación para la Eurocopa 2012 ante Turquía, el cual tuvo lugar el 3 de junio, aunque finalmente, ni siquiera fue llamado a la banca. Su debut definitivo se produjo medio año después, el 15 de noviembre de 2011, en un partido amistoso ante la selección francesa disputado en el Stade de France que finalizó con un empate a cero.
El 13 de mayo de 2014 el entrenador de la selección belga, Marc Wilmots, incluyó a Courtois en la lista preliminar de 24 jugadores convocados que iniciaron la preparación para la Copa Mundial de Fútbol de 2014.
El 25 de mayo de 2014; fue convocado de manera definitiva y se le asignó el número 1 para la disputa del torneo. Durante el torneo Courtois jugó todos los partidos como titular y la selección belga se clasificó hasta los cuartos de final, donde fue eliminada por Argentina.
El 4 de junio de 2018, el seleccionador Roberto Martínez lo incluyó en la lista de 23 para el Mundial. El conjunto belga tendría una destacada actuación obteniendo el tercer lugar del torneo, el mejor resultado de su historia en Copas del Mundo. Courtois sería una pieza fundamental en este resultado siendo el portero con más atajadas de la competición, méritos que le hicieron llevarse el Guante de Oro del Mundial.
El 19 de junio de 2023 abandonó la concentración de la selección antes de un encuentro de clasificación para la Eurocopa 2024 debido a un conflicto por la capitanía del equipo. Un año después, en agosto de 2024, decidió que no iba a volver a jugar más con Bélgica mientras Domenico Tedesco siguiera como seleccionador. Una vez este dejó de serlo, volvió a ser convocado en marzo de 2025 después de veintiún meses.

#### Participaciones en fases finales
| Mundial                        | Sede    | Resultado        | Partidos | Goles |
| ------------------------------ | ------- | ---------------- | -------- | ----- |
| Copa Mundial de Fútbol de 2014 | Brasil  | Cuartos de final | 5        | 3     |
| Copa Mundial de Fútbol de 2018 | Rusia   | Tercer lugar     | 7        | 6     |
| Copa Mundial de Fútbol de 2022 | Catar   | Fase de grupos   | 3        | 2     |
| Total                          | Total   | Total            | 15       | 11    |
| Eurocopa                       | Sede    | Resultado        | Partidos | Goles |
| Eurocopa 2016                  | Francia | Cuartos de final | 5        | 3     |
| Eurocopa 2020                  | Europa  | Cuartos de final | 5        | 3     |
| Total                          | Total   | Total            | 10       | 6     |

1. ↑  Se refiere a goles encajados.

## Estadísticas

### Clubes
Actualizado al último partido disputado el 14 de mayo de 2025.
| Club                        | Div.          | Temporada     | Liga  | Liga  | Copas nacionales | Copas nacionales | Copas internacionales | Copas internacionales | Total | Total |
| Club                        | Div.          | Temporada     | Part. | Goles | Part.            | Goles            | Part.                 | Goles                 | Part. | Goles |
| --------------------------- | ------------- | ------------- | ----- | ----- | ---------------- | ---------------- | --------------------- | --------------------- | ----- | ----- |
| K. R. C. Genk · Bélgica     | 1.ª           | 2008-09       | 1     | 2     | 0                | 0                | —                     | —                     | 1     | 2     |
| K. R. C. Genk · Bélgica     | 1.ª           | 2010-11       | 40    | 39    | 1                | 2                | 3                     | 6                     | 44    | 47    |
| K. R. C. Genk · Bélgica     | Total club    | Total club    | 41    | 41    | 1                | 2                | 3                     | 6                     | 45    | 49    |
| Atlético de Madrid · España | 1.ª           | 2011-12       | 37    | 41    | 0                | 0                | 15                    | 9                     | 52    | 50    |
| Atlético de Madrid · España | 1.ª           | 2012-13       | 37    | 29    | 8                | 5                | 1                     | 1                     | 46    | 35    |
| Atlético de Madrid · España | 1.ª           | 2013-14       | 37    | 24    | 7                | 6                | 12                    | 10                    | 56    | 40    |
| Atlético de Madrid · España | Total club    | Total club    | 111   | 94    | 15               | 11               | 28                    | 20                    | 154   | 125   |
| Chelsea F. C. Inglaterra    | 1.ª           | 2014-15       | 32    | 30    | 2                | 1                | 5                     | 4                     | 39    | 35    |
| Chelsea F. C. Inglaterra    | 1.ª           | 2015-16       | 23    | 29    | 4                | 5                | 3                     | 4                     | 30    | 38    |
| Chelsea F. C. Inglaterra    | 1.ª           | 2016-17       | 36    | 28    | 3                | 4                | —                     | —                     | 39    | 32    |
| Chelsea F. C. Inglaterra    | 1.ª           | 2017-18       | 35    | 34    | 3                | 1                | 8                     | 12                    | 46    | 47    |
| Chelsea F. C. Inglaterra    | Total club    | Total club    | 126   | 121   | 12               | 11               | 16                    | 20                    | 154   | 152   |
| Real Madrid C. F. · España  | 1.ª           | 2018-19       | 27    | 36    | 1                | 2                | 7                     | 10                    | 35    | 48    |
| Real Madrid C. F. · España  | 1.ª           | 2019-20       | 34    | 20    | 2                | 1                | 7                     | 11                    | 43    | 32    |
| Real Madrid C. F. · España  | 1.ª           | 2020-21       | 38    | 28    | 1                | 2                | 12                    | 14                    | 51    | 44    |
| Real Madrid C. F. · España  | 1.ª           | 2021-22       | 36    | 29    | 3                | 3                | 13                    | 14                    | 52    | 46    |
| Real Madrid C. F. · España  | 1.ª           | 2022-23       | 31    | 29    | 7                | 9                | 11                    | 11                    | 49    | 49    |
| Real Madrid C. F. · España  | 1.ª           | 2023-24       | 4     | 0     | 0                | 0                | 1                     | 0                     | 5     | 0     |
| Real Madrid C. F. · España  | 1.ª           | 2024-25       | 30    | 29    | 3                | 8                | 14                    | 18                    | 47    | 55    |
| Real Madrid C. F. · España  | Total club    | Total club    | 200   | 171   | 17               | 25               | 65                    | 79                    | 282   | 274   |
| Total carrera               | Total carrera | Total carrera | 478   | 427   | 45               | 49               | 112                   | 125                   | 635   | 600   |
| 1. 2. 3.                    |               |               |       |       |                  |                  |                       |                       |       |       |

## Palmarés

### Títulos nacionales
| Título              | Club               | País       | Año  |
| ------------------- | ------------------ | ---------- | ---- |
| Pro League          | K. R. C. Genk      | Bélgica    | 2011 |
| Copa del Rey        | Atlético de Madrid | España     | 2013 |
| La Liga             | Atlético de Madrid | España     | 2014 |
| Copa de la Liga     | Chelsea F. C.      | Inglaterra | 2015 |
| Premier League      | Chelsea F. C.      | Inglaterra | 2015 |
| Premier League      | Chelsea F. C.      | Inglaterra | 2017 |
| FA Cup              | Chelsea F. C.      | Inglaterra | 2018 |
| Supercopa de España | Real Madrid C. F.  | España     | 2020 |
| La Liga             | Real Madrid C. F.  | España     | 2020 |
| Supercopa de España | Real Madrid C. F.  | España     | 2022 |
| La Liga             | Real Madrid C. F.  | España     | 2022 |
| Copa del Rey        | Real Madrid C. F.  | España     | 2023 |
| Supercopa de España | Real Madrid C. F.  | España     | 2024 |
| La Liga             | Real Madrid C. F.  | España     | 2024 |

### Títulos internacionales
| Título                           | Equipo             | Sede      | Año  |
| -------------------------------- | ------------------ | --------- | ---- |
| Liga Europa de la UEFA           | Atlético de Madrid | Bucarest  | 2012 |
| Supercopa de Europa              | Atlético de Madrid | Mónaco    | 2012 |
| Mundial de Clubes                | Real Madrid C. F.  | EAU       | 2018 |
| Liga de Campeones de la UEFA     | Real Madrid C. F.  | París     | 2022 |
| Supercopa de Europa              | Real Madrid C. F.  | Helsinki  | 2022 |
| Mundial de Clubes                | Real Madrid C. F.  | Marruecos | 2022 |
| Liga de Campeones de la UEFA     | Real Madrid C. F.  | Londres   | 2024 |
| Supercopa de Europa              | Real Madrid C. F.  | Varsovia  | 2024 |
| Copa Intercontinental de la FIFA | Real Madrid C. F.  | Catar     | 2024 |

### Distinciones individuales
| Distinción                                                      | Año              |
| --------------------------------------------------------------- | ---------------- |
| Mejor Jugador del Año del KRC Genk                              | 2011             |
| Zapato de Bronce                                                | 2011             |
| Guardameta del Año en la Primera División de Bélgica            | 2011             |
| Mejor Guardamenta Golden Boy                                    | 2011             |
| Mejor Portero de la Primera División de España                  | 2013             |
| Trofeo Zamora                                                   | 2013, 2014, 2020 |
| Incluido en el Equipo Ideal de la Liga                          | 2014             |
| Equipo Ideal de la Liga de Campeones                            | 2014, 2022       |
| Equipo del Año de la European Sports Media                      | 2014             |
| XI Mundial FIFA/FIFPro                                          | 2014, 2018, 2022 |
| Mejor Deportista Belga del Año                                  | 2014             |
| Guante de Oro de la Premier League                              | 2017             |
| Equipo de las Estrellas de la Copa del Mundo                    | 2018             |
| Guante de Oro de la Copa del Mundo                              | 2018             |
| Premio The Best al Mejor Guardameta del Año                     | 2018             |
| Mejor Portero del Mundo (IFFHS)                                 | 2018             |
| Equipo del Año de la IFFHS                                      | 2018             |
| Jugador del mes de enero de la Liga Santander                   | 2020             |
| Jugador del mes de febrero de la Liga Santander                 | 2022             |
| Mejor jugador de la final Liga de Campeones de la UEFA          | 2022             |
| Trofeo Yashin                                                   | 2022             |
| Parte de los 100 mejores jugadores del mundo según The Guardian | 2022             |

## Fuera del fútbol

### Vida de courtois
Courtois habla neerlandés y francés, así como español e inglés. La hermana mayor de Thibaut, Valérie Courtois, es jugadora de vóleibol y juega como líbero para Stade Français Paris Saint Cloud y Bélgica. Sus padres eran jugadores de voleibol, y él jugó este deporte en su infancia, pero decidió centrarse en el fútbol cuando tenía 12 años.
El 26 de mayo de 2015, su novia española Marta Domínguez dio a luz a su hija, Adriana. La pareja terminó su relación en abril de 2017 mientras Domínguez estaba embarazada de su hijo Nicolás, quien nació un mes después.
En 2019 comenzó una relación con la modelo y presentadora española Alba Carrillo, pero no duró más que unos meses.
Comenzó una relación con la modelo israelí Mishel Gerzig en julio de 2021. Adoptaron un perro juntos un mes después. En junio de 2022, se comprometieron. Se casaron un año después.El 30 de marzo de 2024 la pareja tuvo una hija llamada Ellie.

### En la cultura popular
Inspirado por la pose de Courtois durante una particular parada en enero de 2013, un fan colombiano creó un nuevo meme en las redes sociales llamado 'Thibauting' en homenaje al portero belga. En noviembre de 2013, la palabra fue incluida en una lista corta compuesta por el principal diccionario holandés Van Dale para ser votada y determinar la mejor nueva palabra deportiva/diversión del año en Bélgica, y terminó en segundo lugar. El término está basado y se pronuncia de la misma manera que "Tebowing", y también es similar al meme mundial 'planking' que fue popular en 2011.
En 2021, Courtois participó en el campeonato F1 Virtual Grand Prix 2021 como piloto de Alfa Romeo.

### Controversias
En febrero de 2014, Courtois causó cierto revuelo en el equipo nacional al decir sobre Simon Mignolet, su rival por el puesto de portero titular, «Hay que saber mantenerse humilde y respetuoso, y él debería recordarlo». Esto a pesar de que en entrevistas anteriores, Mignolet solo había dicho que su ambición era seguir trabajando e intentar recuperar su lugar en el equipo nacional.
En abril de 2018, Wilmots, que para entonces estaba sin trabajo, acusó a Courtois y a su padre Thierry de filtrar las alineaciones de Bélgica antes de que debieran haber sido reveladas al público. Él negó las acusaciones.
En agosto de 2018, después de fichar por el Real Madrid, se viralizó un video en redes sociales donde se lo puede ver a Courtois; portero del Atlético de Madrid en aquel entonces, entonando cantos en contra del equipo merengue durante los festejos por la obtención de la Copa del Rey 2013. En dicho video se lo puede ver al belga cantar «salta, salta, salta pequeño canguro, y a los madridistas que les den por el culo». Durante la conferencia de prensa después de fichar por el equipo blanco, un periodista le preguntó sobre aquel momento, a lo que el portero respondió que «era muy joven y que se había dejado llevar por el momento».

En ese momento era muy joven, me dejé llevar por el momento. Pedí perdón, como lo hago ahora mismo. Yo creo que eso fue algo de juventud que no me califica. Los aficionados verán que daré todo por el escudo del Real Madrid.
Thibaut Courtois